# Julia Sanderson
Julia Sanderson (ur. 20 sierpnia 1888, zm. 27 stycznia 1975) – amerykańska aktorka i piosenkarka.

## Wyróżnienia
Posiada gwiazdę na Hollywoodzkiej Alei Gwiazd.